# Arthur Hiller (Regisseur)

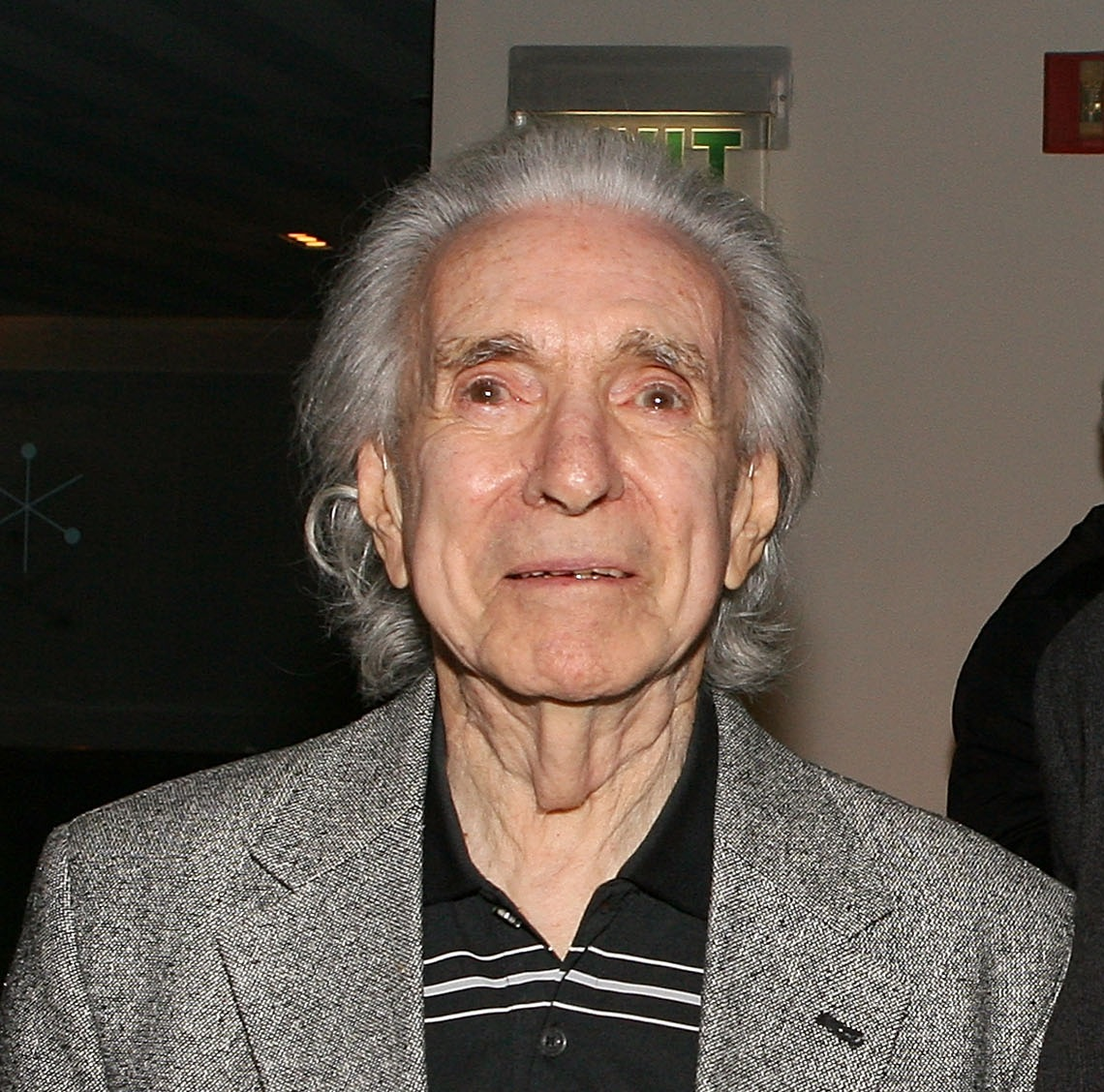
Arthur Hiller (2011)

Arthur Hiller (* 22. November 1923 in Edmonton, Alberta; † 17. August 2016 in Los Angeles, Kalifornien) war ein kanadischer Filmregisseur.

## Leben
Arthur Hiller studierte zunächst Rechtswissenschaften und brach das Studium ab, um für das Fernsehen zu arbeiten. Zunächst drehte er Episoden von Fernsehserien wie Alfred Hitchcock präsentiert, Gnadenlose Stadt und Rauchende Colts in den 1950er- und 1960er-Jahren. Anfang der 1960er-Jahre begann er dann auch für das Kino zu arbeiten. Sein größter Erfolg war der Film Love Story. Die bittersüße Liebesgeschichte mit Ryan O’Neal und Ali MacGraw in den Hauptrollen war der größte Kassenschlager der Jahre 1970 und 1971. Hiller erhielt dafür unter anderem eine Oscar-Nominierung als bester Regisseur und gewann den Golden Globe Award.
1972 gewann er mit seinem Film Hospital auf der 22. Berlinale den Silbernen Bären.
Arthur Hiller war von 1993 bis 1997 Präsident der Academy of Motion Picture Arts and Sciences, die alljährlich den Academy Award vergibt. Von 1989 bis 1993 war er auch Vorsitzender der Directors Guild of America. 2002 erhielt er mit dem Jean Hersholt Humanitarian Award einen Ehrenoscar.
Hiller hinterließ eine Tochter, Erica Hiller Carpenter, und einen Sohn, Henryk. Seine Ehefrau Gwen, die er 1948 geheiratet hatte, war im Juni 2016 gestorben.

## Filmografie
Filme
- 1957: The Careless Years
- 1963: Flucht der weißen Hengste (Miracle of the White Stallions)
- 1963: Getrennte Betten (The Wheeler Dealers)
- 1964: Nur für Offiziere (The Americanization of Emily)
- 1965: Versprich ihr alles (Promise Her Anything)
- 1966: Penelope
- 1967: Tobruk
- 1967: Der Tiger schlägt zurück (The Tiger Makes Out)
- 1969: Popi
- 1970: Nie wieder New York (The Out-of-Towners)
- 1970: Love Story
- 1971: Hotelgeflüster (Plaza Suite)
- 1971: Hospital (The Hospital)
- 1972: Der Mann von La Mancha (Man of La Mancha)
- 1974: The Crazy World of Julius Vrooder
- 1975: The Man in the Glass Booth
- 1976: W. C. Fields and Me
- 1976: Trans-Amerika-Express (Silver Streak)
- 1979: Zwei in Teufels Küche (The In-Laws)
- 1979: Schwingen der Angst (Nightwing)
- 1982: Making Love
- 1982: Daddy! Daddy! Fünf Nervensägen und ein Vater (Author! Author!)
- 1983: Jason, die Flasche (Romantic Comedy)
- 1984: Ein Single kommt selten allein (The Lonely Guy)
- 1984: Die Aufsässigen (Teachers)
- 1987: Nichts als Ärger mit dem Typ (Outrageous Fortune)
- 1989: Die Glücksjäger (See No Evil, Hear No Evil)
- 1990: Filofax – Ich bin du und du bist nichts (Taking Care of Business)
- 1991: Dinner für Sechs – Woodstock meets Wallstreet (Married to It)
- 1992: The Babe – Ein amerikanischer Traum (The Babe)
- 1996: Carpool – Ein Daddy – Fünf Kids – Und ein Gangster auf der Flucht (Carpool)
- 1998: Fahr zur Hölle Hollywood (An Alan Smithee Film: Burn Hollywood Burn)
- 2006: Pucked

Serien
- 1955–1956: Matinee Theater (8 Episoden)
- 1956–1957: The Ford Television Theatre (4 Episoden)
- 1956–1958: Playhouse 90 (6 Episoden)
- 1957: Abenteuer im wilden Westen (Zane Grey Theater, 2 Episoden)
- 1957–1958: Climax! (4 Episoden)
- 1957–1958: Telephone Time (4 Episoden)
- 1958: Schlitz Playhouse of Stars (2 Episoden)
- 1958–1959: Goodyear Theatre (4 Episoden)
- 1958–1960: Perry Mason (4 Episoden)
- 1958–1960: Westlich von Santa Fé (The Rifleman, 4 Episoden)
- 1958–1961: Alfred Hitchcock präsentiert (Alfred Hitchcock Presents, 17 Episoden)
- 1959: Gefährliche Geschäfte (The Third Man, 7 Episoden)
- 1959–1960: Rauchende Colts (Gunsmoke, 9 Episoden)
- 1959–1962: Kein Fall für FBI (The Detectives, 5 Episoden)
- 1960: Thriller (3 Episoden)
- 1960: The June Allyson Show (4 Episoden)
- 1960–1962: Route 66 (12 Episoden)
- 1961: Gnadenlose Stadt (Naked City, 5 Episoden)
- 1961: Bus Stop (2 Episoden)
- 1962: Ben Casey (3 Episoden)
- 1962: Target: The Corruptors (2 Episoden)
- 1962–1963: I’m Dickens, He’s Fenster (4 Episoden)
- 1962–1963: Empire (2 Episoden)

## Auszeichnungen
- 1971: Golden Globe Award für Love Story (Beste Regie)
- 1971: Oscar-Nominierung für Love Story (Beste Regie)
- 1972: Silberner Bär der Berlinale für Hospital (Großer Preis der Jury)
- 1993: Honorary Life Member Award der Directors Guild of America
- 1999: Robert B. Aldrich Achievement Award der Directors Guild of America
- 2001: Lifetime Achievement Award des Bearfest – Big Bear Lake International Film Festival
- 2001: Lifetime Achievement Award des Santa Clarita International Film Festival
- 2002: Jean Hersholt Humanitarian Award
- 2002: Director’s Achievement Award des Palm Springs International Film Festival
- 2004: Lifetime Achievement Award der Directors Guild of Canada
- 2005: Lifetime Achievement Award des Ojai Film Festival